# مالمیژ
شهر مالمیژ (به روسی: Малмыж) در کشور روسیه و در اوبلاست کیروف واقع شده‌است.